# Disperazione (personaggio)
Disperazione (Despair) è uno degli Eterni, i personaggi immaginari della serie a fumetti The Sandman di Neil Gaiman.

## Biografia del personaggio
Disperazione è la sorella gemella di Desiderio. È tozza, flaccida, con la pelle chiara, i capelli neri, occhi grigi e denti a punta. La sua voce è poco più di un sussurro, e non ha odore, ma la sua ombra emana un sentore muschiato e pungente, come la pelle dei serpenti. Non indossa vestiti. Su un dito della sua mano destra indossa un anello con un uncino attaccato, con cui abitualmente si infligge la carne, e proprio l'uncino è il sigillo detenuto nelle gallerie degli altri Eterni. Il suo regno è uno spazio grigio in cui aleggiano una nebbia bianca e specchi infiniti, che sono connessi agli specchi del mondo degli umani, attraverso cui può guardare coloro che sono disperati. I soli altri abitanti del suo regno sono i ratti.
Solitamente, Disperazione agisce in compagnia di Desiderio quando lui/lei complotta contro gli altri Eterni, in particolare quando Disperazione ebbe una sfida con Morpheus a proposito della vita di Joshua Abraham Norton, sembra per offerta di Desiderio. È meno distante dalla famiglia di Desiderio, però, e sembra avere un debole per Delirio, e sembrò patire la mancanza di Distruzione così tanto che riuscì a manipolare Sogno a tal punto dal farlo sentire colpevole per l'abbandono da parte di Distruzione del suo dovere. Non parla molto, e di conseguenza appare brusca, ma il suo discorso al risveglio di Morpheus in The Wake, rivelò la sua simpatia e i sentimenti per lui.
Nella serie TV, prova un grande piacere nel ferirsi e partecipa ai complotti di Desiderio, per ferire Mofeo, in quanto entrambi credono che egli si comporti con superiorità verso di loro, ritenendo i sogni superiori ai desideri e alla disperazione.

## Season of Mists
All'inizio di Season of Mists (Sandman n. 21), fu menzionato che Disperazione una volta fu confermata dea da una setta, chiamata The Unforgiven (letteralmente i Non Perdonati), in quella che è l'odierna Afghanistan. Tutte le stanze vuote furono proclamate suoi luoghi sacri. La setta esistette per due anni finché l'ultimo membro si uccise, sopravvivendo a tutti gli altri di sette mesi.

## Reincarnazione di Disperazione
Più avanti nella serie, si scoprì che la Disperazione che si vede non è la prima Disperazione, ma un secondo aspetto. La Disperazione originale si poté notare in Endless Nights durante una storia di Sogno. Fu descritta più o meno com'è adesso, grassa, flaccida e svestita, ma più alta e con dei tatuaggi rossi su tutto il corpo, nonché più ciarliera. Si rivelò poi in Brief Lives che, come Daniel Hall, fu in origine qualcun altro che prese il posto della prima Disperazione dopo la sua morte. In World's End, si vide che la Vecchia Necropoli fu distrutta a causa delle risa degli abitanti agli altri Eterni perché volevano il lenzuolo funebre della prima Disperazione. Il solo accenno al modo in cui morì la prima Disperazione fu dato da Daniel nella sua conversazione con Lyta Hall durante The Wake: "La persona responsabile della morte della prima Disperazione avrà tutto il resto dell'eternità per morire. Solo allora cesserà il suo dolore...E farebbe meglio a causa di ciò che ha fatto a te".